# Cinco Fatales
Los Cinco Fatales (en inglés, Fatal Five) es un grupo de supervillanos, creados para la editorial DC Comics, creado por el célebre escritor de historietas Jim Shooter y Curt Swan en las páginas de Adventure Comics Volumen Uno #352 (de enero de 1967) Estos personajes, son unos supervillanos de la Legión de Super-Héroes radicados entre finales del Siglo XXX y comienzos del Siglo XXXI, el cual ha estado conformado por su líder, la Emperatriz Esmeralda, Mano, el Persuader, Validus y Tharok, que en su primera aparición como equipo, en un momento incómodo, durante una crisis que afectaría al planeta Tierra serían reunidos para detener la amenaza de un Devorador de Soles, los cuales, de manera individual ya habían sido enfrentados en diferentes ocasiones, pero, luego de este encuentro, su alianza temporal conllevó a la conformación definitiva de una alianza sólida para sus planes de conquista del universo. Desde entonces, como equipo, se considera como uno de los peores archienemigos de la Legión.

## Historia metaficcional del equipo
Como antes se mencionaba, este grupo de personajes, fueron reunidos para buscar temporalmente una alianza con el fin de formar un equipo que pudiese detener a la criatura conocida como el Devorador de Soles, los cuales reunían cada uno ciertas habilidades que requería la Legión para detener a la criatura cósmica, aunque la victoria final solo se lograría a través del sacrificio final de Ferro Lad. Luego de este evento que amenazaba a la Tierra, la Emperatriz Esmeralda, Mano, el Persuader, Validus y el liderazgo de Tharok, posteriormente les llevaría a formar una alianza definitiva, al organizarse como equipo como medida suficiente para triunfar en donde ellos habían fracasado antes. A pesar de que se les ofreció el perdón por su ayuda, los cinco lo rechazaron y se unieron, confiados en que serían lo suficientemente poderosos como para tratar de conquistar mundos al que habían salvado, por lo que esta alianza les llevaría posteriormente a enfrentarse con la Legión muchas veces.
Una encarnación posterior consistía de un equipo conformado por la Emperatriz Esmeralda, el Persuader, Flare, un alien de la raza rimboriana con poderes de fuego, llamado Caress, que tenía un toque ácido y por último, al personaje de Mentalla, un miembro rechazado de la Legión que estaba trabajando como "topo" (trabajo en secreto) con Los Cinco, para tratar de asegurarse un lugar en la Legión.
La primera historia principal en la que se destacaron activamente, fue en los cómics de Legionnaires Volumen Uno de 1993, haciendo que la Legión Batch SW6 (un comando de la Legión de Super-Héroes que fueron creados como clones de la Legión original por el Time Trapper) los llevó a enfrentarse contra una encarnación de os Cinco Fatales que incluía a Tharok, Mano, el Persuader, y una nueva versión de la Emperatriz Esmeralda junto a un monstruoso ser llamado Mordecai.

### SagaHora Ceroy posterior a ella
Tras el reinicio de continuidad ocasionado por la saga de Hora Cero, donde se nos presentó a una nueva versión de la Legión, los Cinco Fatales originales serían reintroducidos en las páginas de la Legión de Super-Héroes Volumen Cuatro #78 (de marzo de 1996), nuevamente se reunirían para ayudar a combatir al Devorador de Soles reintroduciendo retroactivamente la historia original, aunque, con algunos cambios (a pesar de que más tarde se revelaría en esta versión que el peligro que representaba el Devorador de Soles nunca existió). Notablemente, en esta encarnación, la análoga versión de la Emperatriz Esmeralda simplemente se hacía llamar tradicionalmente como "Emperatriz" y era más una hábil combatiente cuerpo a cuerpo que una usuaria de poderes mágicos, ya que para esta continuidad, El Ojo Esmeralda ahora era reescrito como un ser sensible con voluntad propia y un papel con otras historias en desarrollo en su momento de existencia, a diferencia de sus orígenes anteriores, donde los Guardianes del Universo habían creado el Ojo siendo parte de la entidad cósmica conocida como Ekron, el cual de alguna manera, este perdió uno de sus ojos siendo utilizado como un arma poderosa durante un tiempo.
En una historia crossover entre los Jóvenes Titanes y la reiniciada Legión post-Hora Cero, el Persuader usó su "hacha atómica" para traer a una trampla planteada por las versiones alternativas de otros mundos de los Cinco Fatales de otras dimensiones, formando una legión de quinientas versiones de los Cinco Fatales, antes de que los dos equipos pudiesen usar la caminadora cósmica de The Flash para desterrar a las versiones alternativas de los Cinco Fatales devolviendolos a sus universos y realidades del hipertiempo originales. Además, esta versión tanto de la Legión como los Cinco Fatales, sería la última versión que tuvo su aparición hasta no antes de los eventos de Crisis Final: Legión de 3 mundos, cuando se reunirían con otras encarnaciones reiniciadas en su continuidad de historias anteriores.

### Post-Crisis Infinita:Un año después
Los Cinco Fatales no se les vería una vez más en el escenario de reiniciada tercera versión de la Legión, pero sería hasta el cómic The Brave and the Bold Volumen Tres, cuando una versión del equipo fue llevada hasta el presente por el Time Trapper, para que pudiese ayudarlo a obtener una poderosa arma. Cuando sus planes fueron frustrados por Batman y Blue Beetle, el Time Trapper les dejó abandonados en el siglo XXI. Después de que Batman y Tharok se fusionaron accidentalmente en un solo ser, el grupo fue devuelto al futuro donde aparecían encerrados en la prisión de la Legión.

### Crisis Final
Finalmente, los cinco miembros originales de los Cinco Fatales del tercer reinicio de la continuidad de la Legión se mostraron siendo aliados de la Legión de Super-Villanos que lideraba Superman-Prime.

## Los Nuevos 52/DC: Renacimiento
Con el reinicio de continuidad del Universo DC, no solo afectó el pasado y el presente, sino el futuro de la Legión. Cuatro de los Cinco Fatales atacarían a los cuarteles de la legión en los últimos números del volumen más reciente de la Legión.
Tras Flashpoint, los Cinco Fatales serían reintroducidos de nuevo. La villana del siglo XXXI, la Emperatriz Esmeralda, presentó una visión en la que Saturn Girl la derrotaba definitivamente. Impulsada por esa visión, la Emperatriz Esmeralda viajaría hasta el siglo XXI para destruir a Saturn Girl, que en este momento, se encontraba varada junto a otros legionarios en dicho siglo. Sin embargo, una vez que conoció a Imra, Sarya descubrió que su visión estaba parcialmente mal, por lo que Supergirl fue quien realmente en dicha visión sería quien la destruiría en el futuro.
Determinada a evitar su derrota, Sarya atacaría ahora a Supergirl de frente, pero fallaría. Así que resolvería armar una nueva versión de los Cinco Fatales conformado por personas que serían derrotadas por Supergirl en su tiempo, para lograr matarla antes de que Supergirl creciera y tuviera la oportunidad de destruirlas.
La Emperatriz Esmeralda reclutaría a metahumanos como Magog, Indigo y la bruja Selena, y con la ayuda de esta última lograría crear un clon sin mente de Solomon Grundy. Jurando destruir a Kara Zor-El y a todos los que estuvieran que ver con ella, pusieron en marcha un plan para matarla, tanto a ella como a su legado en el presente.

## Versiones alternativas
- Tangent Comics: Una encarnación de los Cinco Fatales aparecieron en la línea de cómics conocida como "Tangent Comics" de DC Cómics, donde este equipo estaba compuesto por las versiones de Hielo, Ladrón de Sombras, Kid Psycho Deathstroke y Count Viper. En el momento de su aparición, en un flashback de la miniserie Tangente: El reinado de Superman del año 2008, en la que se muestra que serían responsables de la muerte de Atom de dicho mundo.[18] De acuerdo al Multiverso Pre-Crisis y Post-Crisis, esta Tierra corresponde a Tierra-97 del Multiverso Pre-Crisis y a Tierra-9 del Multiverso DC actual.
- Otras Versiones: Las diferentes versiones de los Cinco Fatales conocidas, provienen de una miniserie de la línea "Elseworlds" denominada La Legión de Superboy, una línea del tiempo futura posible del hipertiempo conocida como Justice League 3000/3001 así como la encarnación de un amalgama de personajes de Marvel Cómics y DC Comics en el denominado Universo Crossover Amalgam Comics, llamados en inglés, Frightful Five, siendo el amalgama de los Cinco Fatales de DC con los 4 Terribles de Tierra-616 de Marvel Cómics.

## Apariciones en otros medios

### Televisión
- Los Cinco Fatales harían su primera aparición en la serie animada de la Liga de la Justicia Ilimitada en el episodio titulado, Far from home, así como años más tarde regresarían en la película directa a video de la serie animada Liga de la Justicia contra los Cinco Fatales.[19][20]
- Los Cinco Fatales originales aparecen en Legión de Super-Héroes con Sarya / Emperatriz Esmeralda con la voz de Jennifer Hale en la primera temporada y Tara Strong en la segunda temporada, Tharok por David Lodge, Persuader por David Sobolov y Mano y Validus sin diálogo. Esta versión del grupo está codirigida por la Emperatriz Esmeralda y Tharok. En la segunda temporada, los Cinco Fatales son liberados de prisión por Imperiex, quien toma a Validus y Persuader bajo su protección mientras Matter-Eater Lad despoja a la Emperatriz Esmeralda, quien es abandonada por Mano y Tharok.
- En la serie de televisión Smallville también tendrían una versión de acción real que aparecerían en el episodio titulado, Legión.

### Película
Los Cinco Fatales originales aparecen en Justice League vs. The Fatal Five, con Emperatriz Esmeralda con la voz de Sumalee Montano, Tharok por Peter Jessop, Mano por Philip Anthony-Rodriguez, Persuader por Matthew Yang King y Validus sin diálogo. Después de que la Emperatriz Esmeralda y Validus sean llevados al siglo XXI para ser encarcelados en Oa, Tharok, Mano y Persuader viajan en el tiempo para obligar a Jessica Cruz a que los lleve hasta sus compañeros desaparecidos. Mientras luchan contra la Liga de la Justicia y Star Boy, los Cinco Fatales son enterrados vivos por Cruz.